# Ласло IV Кун
Ла́сло IV Кун (иначе — Ласло III, поскольку в традиционной венгерской генеалогии недолгое правление малолетнего Ласло III, сына Имре, не учитывается; венг. IV. (Kun) László, пол. Władysław IV, хорв. Ladislav IV., словац. Ladislav IV; (5 августа 1262—10 июля 1290) — король Венгрии с 6 августа 1272 года (до 1277 под регентством своей матери Елизаветы Куманской, затем — единолично) до самой смерти.
Юный король пытался справиться с царившей в стране феодальной анархией, вооруженным путём подчиняя королевской власти полунезависимых магнатов и епископов. В войне за объединение Венгрии он пытался привлечь на свою сторону куманские племена — половцев, изгнанных из степей Северного Причерноморья монгольским нашествием и расселенных на территории Венгерского королевства. Несмотря на помощь половцев, он войну с магнатами проиграл.
Кунами венгры называли степных кочевников — половцев, переселившихся в Венгрию под давлением монголов и принятых на службу королём Белой IV. С целью укрепления союза с половцами Бела женил своего сына Иштвана V на знатной половчанке. Таким образом, прозвище Кун король Ласло IV получил благодаря своему происхождению. Его мать тоже звали Эржебет Кун — «Елизаветой Куманской» или «половчанкой Елизаветой» (имя Елизавета она получила при крещении, незадолго до свадьбы). Но прозвище своё Ласло IV заслужил ещё и тем, что всегда предпочитал общество половцев обществу мадьяр. Во время войн за восстановление венгерского государственного единства именно половцы составляли ядро королевской армии.

## Биография

### Трудное детство
Детство Ласло прошло в обстановке непрестанной борьбы между его отцом, «младшим королём» Иштваном V, и дедом, королём Венгрии Белой IV. Иштван V пытался отнять власть у своего отца Белы, и в эту междоусобную войну оказалась вовлечена вся венгерская знать, что привело к фактическому распаду государства. В 1264 году дед Бела IV захватил Ласло и его мать Елизавету (Эржебет Кун) в замке Шарошпатак — и фактически взял их в заложники.
Войну это не остановило, и в марте 1265 года «младший король», поддержанный феодальным кланом Чаков, разбил войско Белы IV, возглавляемое правителем Мачвы Белой Ростиславичем. Эта победа подтвердила разделение страны, законодательно оформленное в ходе переговоров на Заячьем острове, носящем также имя принцессы Маргит, дочери Белы IV. Король Бела IV вернул своему сыну его жену и наследника и был вынужден смириться с разделением королевства по реке Дунай.
В 1270 году Иштван V женил своего 8-летнего сына на Изабелле Анжуйской (в Венгрии — Эржебет/Елизавета), дочери Карла I Сицилийского.
3 мая того же 1270 года король Бела IV умер, и его сын Иштван V стал полноправным королём, а Ласло IV — наследным принцем, но такой расклад продолжался недолго. 24 июня 1272 года могущественный феодал Иоахим Гуткелед (Гут-Келед) захватил принца Ласло и увёз в замок Капронцу (Копривницу). Иштван V осадил замок, но 6 августа 1272 года умер, заболев, как говорят, от нервного потрясения, вызванного предательством Иоахима Гуткеледа.

### Коронация
Дальнейшие события развивались стремительно. Иоахим вместе с принцем Ласло срочно выехал в Секешфехервар. Туда же направилась и королева Елизавета (Эржебет), что даёт основания подозревать её в предварительном сговоре с Иоахимом Гут-Келедом. Целью заговорщиков была скорейшая коронация 10-летнего Ласло. Партия сторонников покойного короля Белы IV попыталась сорвать коронацию, выставив своего претендента на престол — 20-летнего князя Белу из Мачвы, Рюриковича по происхождению (отец князя Белы Ростислав был зятем короля Белы IV и сыном великого князя киевского Михаила Всеволодовича Святого, вынужденного бежать из Киевской Руси от победоносных монголов). Сторонники князя Белы Ростиславича напали на дом вдовствующей королевы, но были отбиты отрядом магната Миклоша Пока.
Коронация Ласло IV состоялась 3 сентября 1272 года. Однако, междоусобную войну венгерских магнатов это не остановило. Недолгий мир был прерван уже во время торжеств, посвящённых коронации, когда вернувшийся из изгнания князь Хенрик I Кёсеги (Неметуйвари), прозванный Великим (Nagy), обвинил в предательстве Белу из Мачвы и изрубил его мечом так, что сестре убитого, монахине Маргит, пришлось собирать его останки по кускам (ноябрь 1272). Отныне приверженцы Белы IV ушли с исторической сцены.

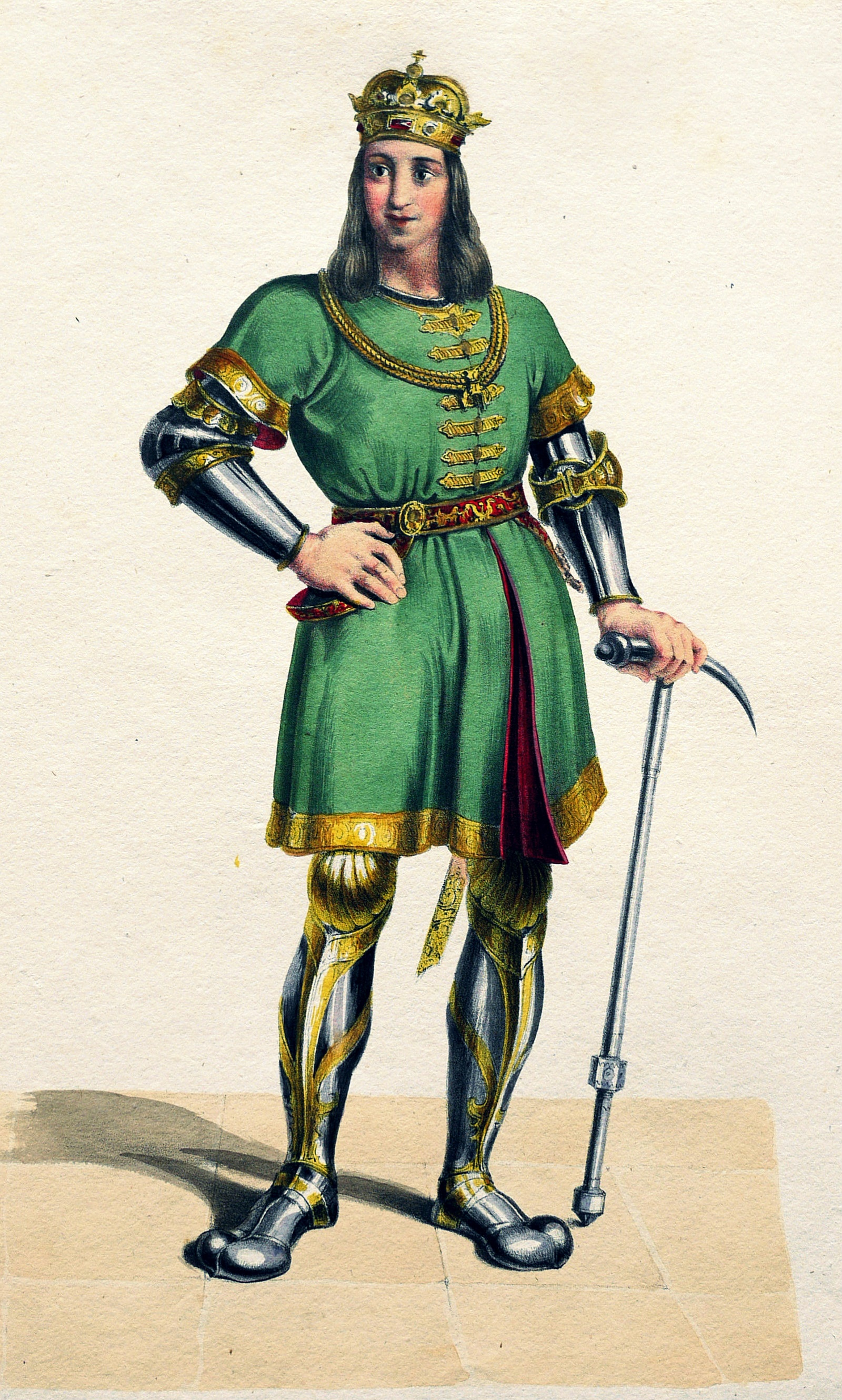
Литографическое изображение молодого короля Венгрии и Хорватии Ласло IV Куна

Дальнейшая междоусобная борьба велась между двумя феодальными партиями,
- одну из которых возглавили семейства Кёсеги (Гисинговац) и Гуткелед,
- а другую — семья Чаков.

Причём Чаки хранили верность Иштвану V; Гуткеледы держались вдовствующей королевы — и держали вдовствующую королеву в своих железных объятиях.
Лишь в 1274 году Елизавете Куманской удалось избавиться от опеки властного союзника и опостылевшего любовника Иоахима Гуткеледа. В ответ Иоахим снова захватил в плен малолетнего короля Ласло, но его (неожиданно для всех!) освободил старый враг Гуткеледов и Кёсеги — решительный и честолюбивый магнат Петер I Чак. Подобно многим «старым венграм», Петер Чак негативно относился и к «швабам» Гуткеледам, и к половцам. Теперь же расстановка сил в Венгрии изменилась: Чаки сражались вместе с куманами против Гуткеледов и Кёсеги.
В том же 1274 году славонским баном, вместо Мате II Чака, стал Хенрик Гисинговац. Вскоре Петер Чак нанёс поражение объединённой армии Гуткеледов и Гисинговцев. Уцелевшие Гисинговцы сочли за лучшее помириться с королевой. А Иоахим Гуткелед сумел вымолить у Елизаветы амнистию.

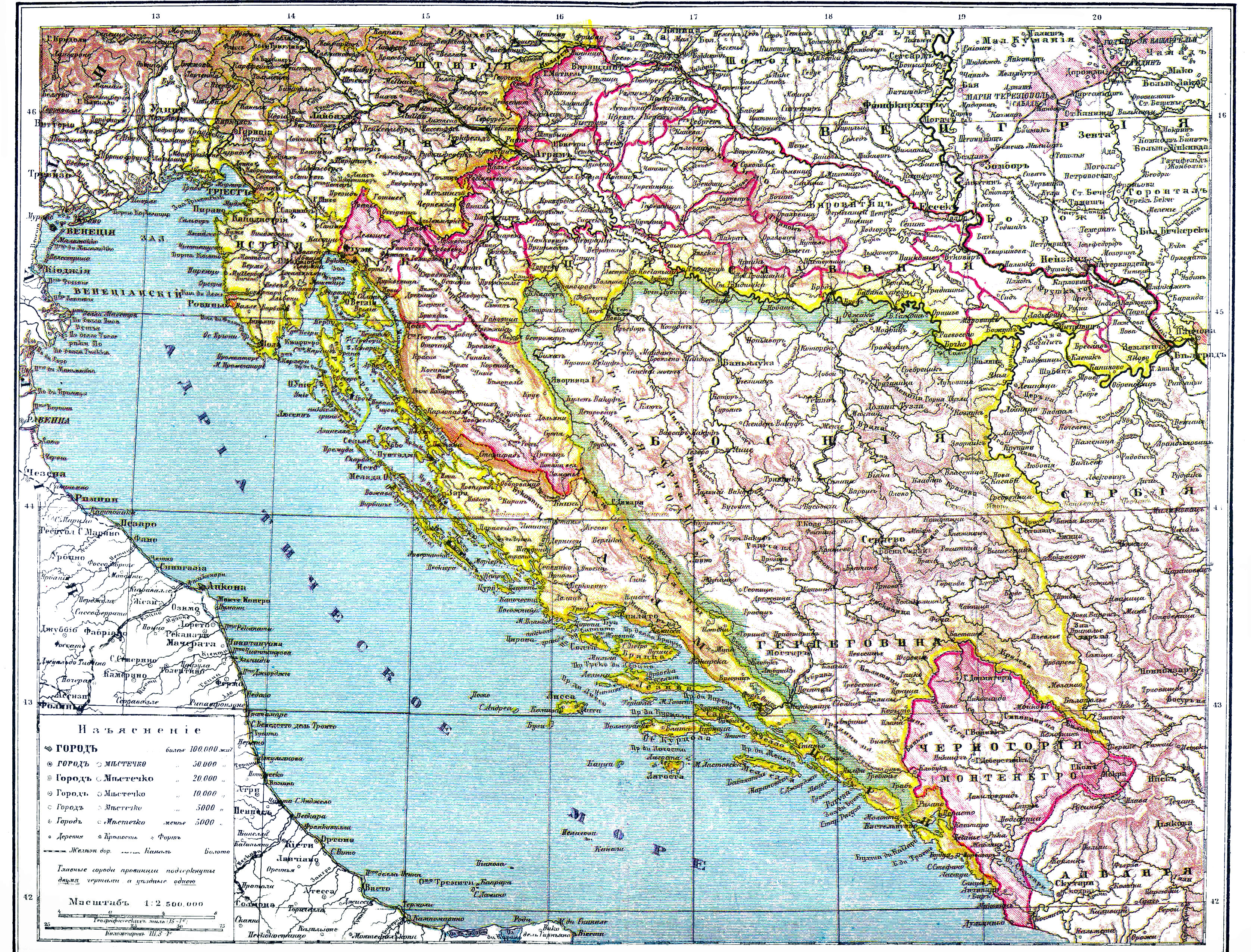
карта Славонии и близлежащих земель

### Самостоятельное правление Ласло Куна

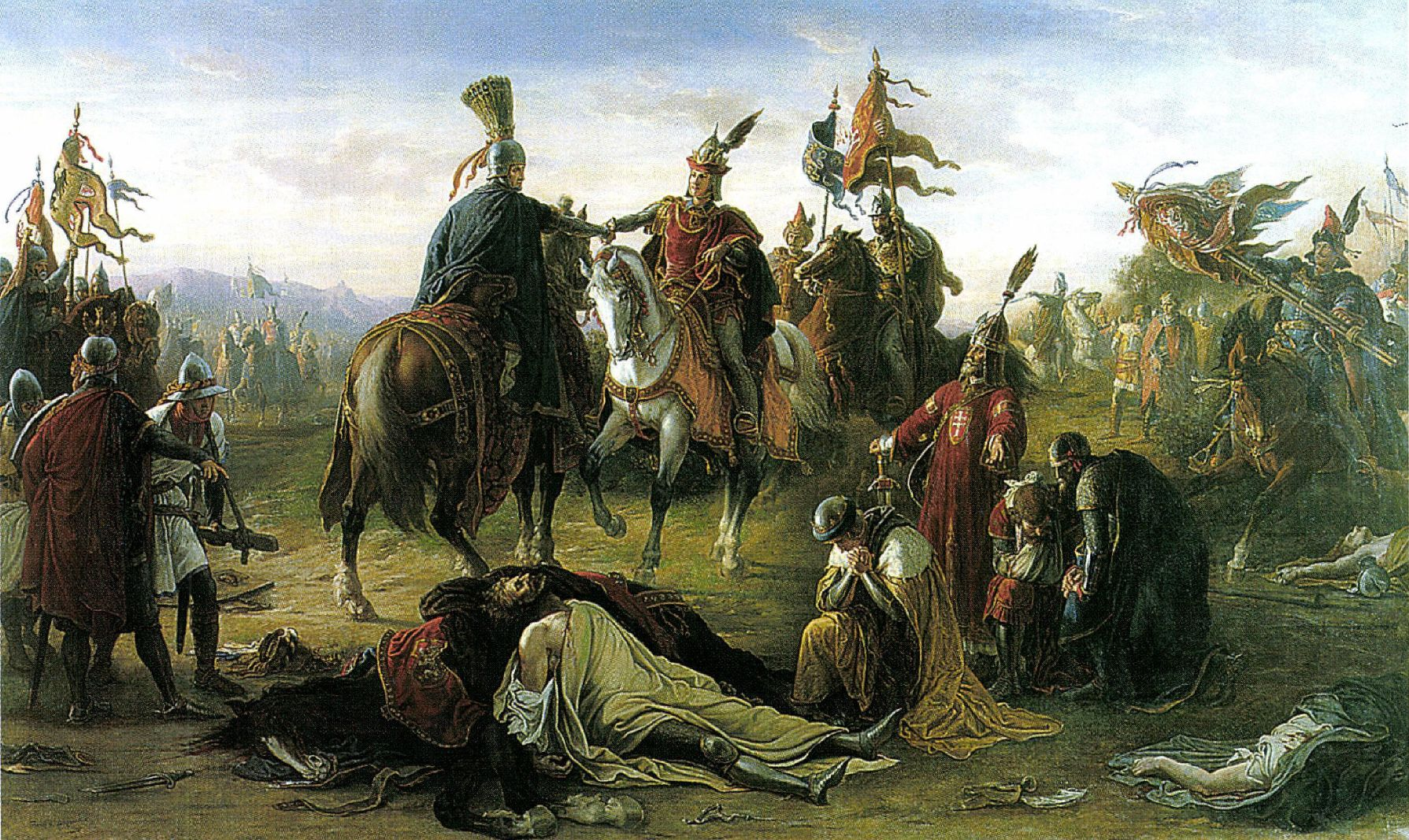
Встреча короля Венгрии Ласло IV Куна и короля Германии Рудольфа I Габсбурга после битвы на Моравском поле. Копия с картины Мора Тана.

В апреле 1277 г. окончил свою бурную жизнь Иоахим Гуткелед. Он был убит в бою с хорватскими магнатами Бабоничами, восставшими против Елизаветы и захватившими владения Гуткеледа в Славонии. После чего в войну с Бабоничами за наследство Гуткеледа ввязались князья Кёсеги.
Этой распрей воспользовалась королева — мать Елизавета Куманская. Она созвала на Ракошском поле, что под Будой, национальное собрание (országgyűlés), которое объявило Ласло IV совершеннолетним, невзирая на его 15-летний возраст. Собрание, в котором участвовали представители всех социальных слоёв и областей Венгрии, единодушно благословило молодого короля на восстановление «общего блага» и прекращение междоусобиц. Вдохновляемый поддержкой своего народа, Ласло активно взялся за подавление феодальной вольницы и, хоть и не смог захватить крепкий замок Кёсег, к лету 1278 года объединил страну, хотя бы номинально, под своей властью.
Клан Кёсеги, который к тому времени заключил мир с Бабоничами, разделив с ними земли по Саве, попытался провозгласить своего анти-короля — герцога Андраша Венецианца (ставшего, в конце концов, королём Венгрии Андрашем III), проживавшего на тот момент в Венеции. В борьбе с семьёй Кёсеги королю Ласло снова помог, хоть и косвенно, Рудольф Габсбург. Венгры и немцы вместе объявили войну чешскому королю Оттокару — и 26 августа 1278 года в битве на Моравском поле чешское войско было наголову разгромлено, король Оттокар погиб. Победа ещё больше подняла авторитет короля Ласло. Кёсеги присягнули ему на верность, герцога Андраша отправили обратно в Венецию.

### Кипчакское происхождение Ласло IV Куна
Некоторые исследователи считают Ласло IV Куна частью истории других народов, в этногенезе которых принимали участие куманы, кипчаки, половцы. Согласно мнению Тимура Мусина (Казахстан), персона Ласло IV Кун может быть интересна не только в Венгрии, но и в других странах, имеющих общие культурные или этнические связи с предками венгров.
«Венгерская династия Арпадов правила Венгрией с конца IX века по 1301 год. В Средневековье династию часто называли „Домом Святых королей“.
Основателем династии является хан Арпад, титул которого явно указывает на его восточное происхождение. В частности, в IX веке основатель венгерского государства — хан Арпад вместе с возглавляемыми им племенами, в том числе мадьярами, откочевал с территории современного Казахстана на территорию нынешней Венгрии. Именно с этого момента начинается история Венгерского королевства.
В процессе миграции к данным племенам присоединились другие половецкие племена, населяющие восточную часть Великой степи, а также авары — осколок некогда могущественного Аварского каганата.
Бытует мнение, что самоназвание венгров — мадьяры имеет прямую связь с этнонимом ныне существующего казахского рода — мажар.
В XIII веке, население Венгерского королевства пополнилось переселенцами — куманами (кипчаками), возглавляемыми половецким ханом Котяном (Котони), часть которых впоследствии ушла к болгарским Асеням. В Венгрии они были прозваны Кунами. Так кроме увеличения населения на несколько десятков тысяч семей и обновления культурной составляющей за счет вновь прибывших кипчаков, союз был ознаменован браком сына венгерского Короля Белы IV и дочкой Хана Котяна, в результате которого на свет появился Ласло IV Кун (Половец), который связал в себе традиции мадьяр и половцев.».

### Крах объединительной политики

#### Папский легат
В начале 1279 года в Венгерское королевство прибыл назначенный Папой Римским Николаем III полномочный легат, епископ итальянского города Фермо Филипп, официально для «укрепления статуса короля» в условиях феодальной смуты. На самом деле причиной прибытия легата стали жалобы противников короля на то, что Ласло якобы отступился от христианской веры и полностью перенял язычество и образ жизни своих родичей — половцев. Созвав в Буде новое национальное собрание, легат Филипп выступил с речью о верховенстве власти Папы и о необходимости окрестить язычников-половцев и принудить их к оседлости. Принятые собранием так называемые «Половецкие законы» требовали, чтобы половцы перестали кочевать и поселились в специально отведённой для них резервации.
Король Ласло вынужден был согласиться с принятием этих законов, но применять их на практике не спешил, понимая, что они приведут страну к катастрофе. Видя нежелание короля подчиниться указаниям церкви, легат Филипп наложил в октябре 1279 года интердикт на короля и на всё Венгерское королевство. Обозлённый Ласло отдал легата в руки половцев. В ответ воевода Трансильвании Финта Аба захватил короля в плен. По итогам мирных переговоров, и легат, и король получили свободу, а король потребовал, чтобы половцы немедленно отказались от кочевого образа жизни. Половцы ответили восстанием и разграблением восточных областей Венгрии. Превратив прежнюю опору Венгерского престола — половцев — в бунтовщиков, и разрушив интердиктом всё, что королю удалось сделать для восстановления Венгерского государства, легат Филипп покинул страну.

#### Возобновление смуты

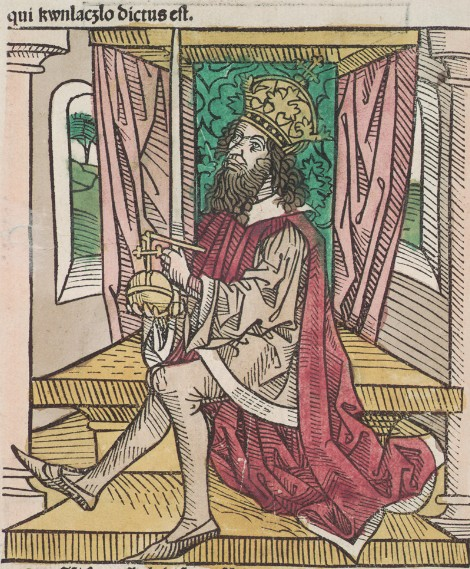
Ласло IV Кун.

Король Ласло был вынужден выступить против своих недавних союзников-половцев и разбил их в Сербии при Сланкемене. Власть в столице-Буде захватил Финта Аба. Для его свержения королю пришлось помириться со своими давними врагами Кёсеги. В 1281 году Ласло назначил Ивана Кёсеги на должность надора (королевского палатина). Финту удалось разбить, а в 1282 году Ласло окончательно разгромил половцев на территории комитата Чонград. Часть половцев ушла из Венгрии на Балканы.
Несмотря на внешнюю победу, Ласло пришёл к выводу, что его королевство погибло, так как уже ничего нельзя было противопоставить сепаратизму властных магнатов. Ласло оставил столицу, жену — и ушёл к замирённым половцам, теперь уже действительно переняв в полной мере их язык и обычаи. Ласло чувствовал себя спокойно и уверенно только в окружении духовно близких кочевников, рядом со своими половецкими наложницами — Эдуа, Кёпчеч и Мандулой. Государственными делами он больше не занимался, решая исключительно личные проблемы.
В феврале 1285 года в Венгрию вторглось татарское войско во главе с темником Ногаем и ханом Золотой Орды Тула-Бугой. Монголы разорили Восточную Венгрию и дошли до Пешта. Авторитет короля к этому времени упал настолько, что многие венгры легко поверили нелепым слухам, будто монголов позвал в страну сам Ласло…
Хотя Пешт королю удалось отстоять, государство пришло в совершенный упадок. Сын Рудольфа Габсбурга Альбрехт I захватил Северо-Западные комитаты. В 1286 году Ласло арестовал свою жену Елизавету Анжуйскую, а в 1287-м выкрал из монастыря свою сестру Эржебет и выдал её замуж за чешского магната Завиша из Фалькенштейна. За это святотатство архиепископ Эстергомский Лодомер снова отлучил короля от церкви.
Римский Папа Николай IV подумывал об организации Крестового похода против Венгрии с целью передачи власти племяннику Ласло Карлу Мартеллу Анжуйскому. Летом 1289 года Ласло попытался помириться с законной женой и архиепископом. Но хватило его ненадолго. Понимая, что королевская власть в Венгрии превратилась в фикцию, Ласло вернулся к половцам…
Венгерское королевство лежало в руинах. И можно было бы говорить о небывалом экономическом и культурном упадке. Однако,.. именно в царствование Ласло Куна королевский капеллан Шимон Кезаи составил монументальный труд Gesta Hunnorum et Hungarorum («Деяния гуннов и венгров»).

#### Смерть короля

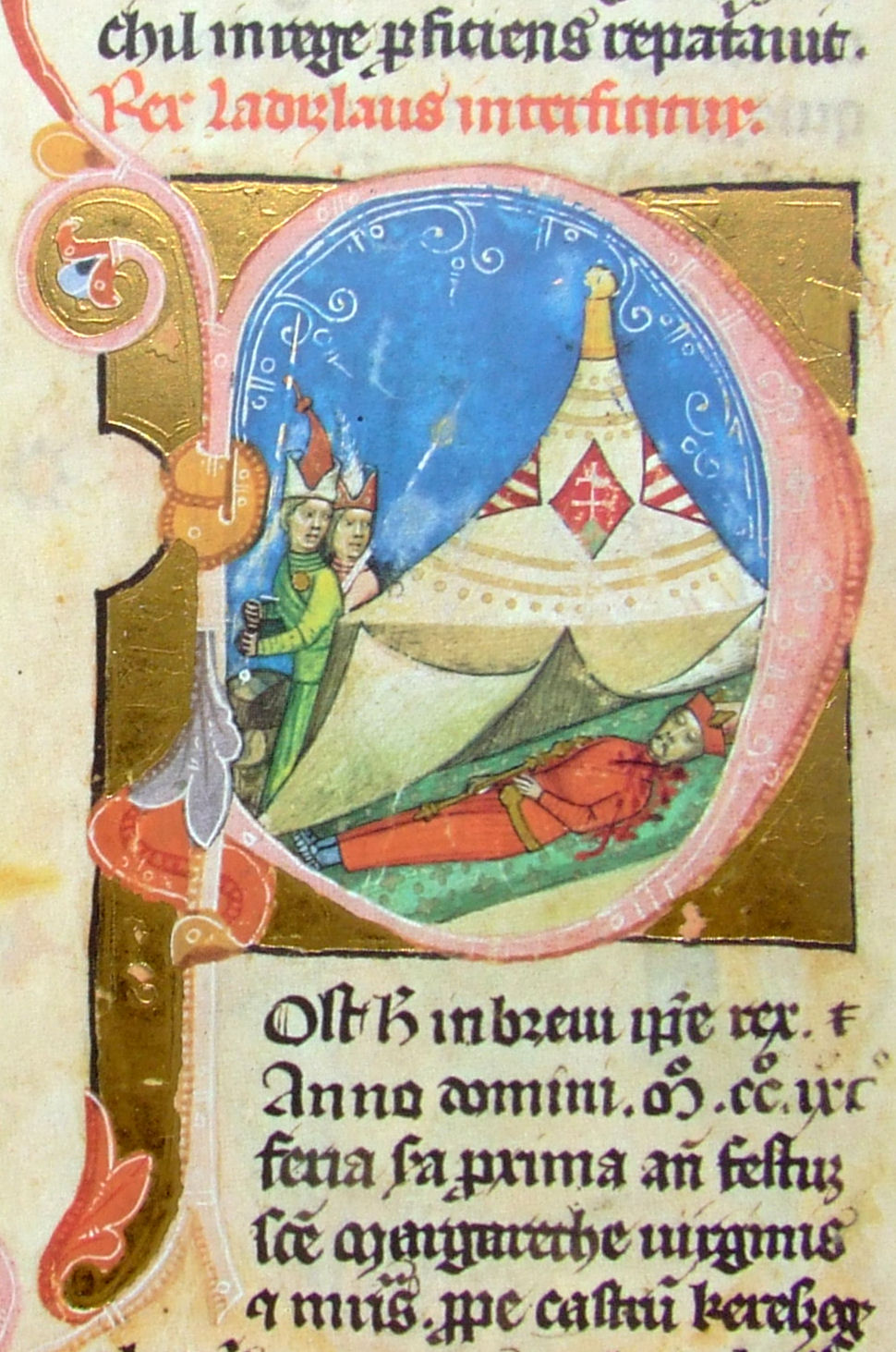
Убийство Ласло IV Куна половецкими заговорщиками

По иронии судьбы, король Ласло пал от рук ментально близких ему половцев. В летнюю ночь 10 июля 1290 года трое знатных половцев — Арбоц, Тёртель и Кеменце — ворвались со своими людьми в шатёр к спящему Ласло и зарубили его. По одной из версий это была месть королю за «Половецкие законы» и подавление половецкого восстания; по другой — половцы действовали как наёмники, подкупленные Бихарским магнатом Копасом Боршей.

## Предки
|  |                                   |  |  |  |  |  |  |  |  |  |  |  |  |  |  |  |
|  | Бела III                          |  |  |  |  |  |  |  |  |  |  |  |  |  |  |  |
|  |                                   |  |  |  |  |  |  |  |  |  |  |  |  |  |  |  |
|  |                                   |  |  |  |  |  |  |  |  |  |  |  |  |  |  |  |
|  | Андраш II                         |  |  |  |  |  |  |  |  |  |  |  |  |  |  |  |
|  |                                   |  |  |  |  |  |  |  |  |  |  |  |  |  |  |  |
|  |                                   |  |  |  |  |  |  |  |  |  |  |  |  |  |  |  |
|  | Агнесса Антиохийская              |  |  |  |  |  |  |  |  |  |  |  |  |  |  |  |
|  |                                   |  |  |  |  |  |  |  |  |  |  |  |  |  |  |  |
|  |                                   |  |  |  |  |  |  |  |  |  |  |  |  |  |  |  |
|  | Бела IV                           |  |  |  |  |  |  |  |  |  |  |  |  |  |  |  |
|  |                                   |  |  |  |  |  |  |  |  |  |  |  |  |  |  |  |
|  |                                   |  |  |  |  |  |  |  |  |  |  |  |  |  |  |  |
|  | Бертольд IV (герцог Меранский)    |  |  |  |  |  |  |  |  |  |  |  |  |  |  |  |
|  |                                   |  |  |  |  |  |  |  |  |  |  |  |  |  |  |  |
|  |                                   |  |  |  |  |  |  |  |  |  |  |  |  |  |  |  |
|  | Гертруда Меранская                |  |  |  |  |  |  |  |  |  |  |  |  |  |  |  |
|  |                                   |  |  |  |  |  |  |  |  |  |  |  |  |  |  |  |
|  |                                   |  |  |  |  |  |  |  |  |  |  |  |  |  |  |  |
|  | Агнесса Рохлицкая                 |  |  |  |  |  |  |  |  |  |  |  |  |  |  |  |
|  |                                   |  |  |  |  |  |  |  |  |  |  |  |  |  |  |  |
|  |                                   |  |  |  |  |  |  |  |  |  |  |  |  |  |  |  |
|  | Иштван V                          |  |  |  |  |  |  |  |  |  |  |  |  |  |  |  |
|  |                                   |  |  |  |  |  |  |  |  |  |  |  |  |  |  |  |
|  |                                   |  |  |  |  |  |  |  |  |  |  |  |  |  |  |  |
|  | Мануил Ласкарь                    |  |  |  |  |  |  |  |  |  |  |  |  |  |  |  |
|  |                                   |  |  |  |  |  |  |  |  |  |  |  |  |  |  |  |
|  |                                   |  |  |  |  |  |  |  |  |  |  |  |  |  |  |  |
|  | Феодор I Ласкарис                 |  |  |  |  |  |  |  |  |  |  |  |  |  |  |  |
|  |                                   |  |  |  |  |  |  |  |  |  |  |  |  |  |  |  |
|  |                                   |  |  |  |  |  |  |  |  |  |  |  |  |  |  |  |
|  | Иоанна Карацина                   |  |  |  |  |  |  |  |  |  |  |  |  |  |  |  |
|  |                                   |  |  |  |  |  |  |  |  |  |  |  |  |  |  |  |
|  |                                   |  |  |  |  |  |  |  |  |  |  |  |  |  |  |  |
|  | Мария Ласкарина                   |  |  |  |  |  |  |  |  |  |  |  |  |  |  |  |
|  |                                   |  |  |  |  |  |  |  |  |  |  |  |  |  |  |  |
|  |                                   |  |  |  |  |  |  |  |  |  |  |  |  |  |  |  |
|  | Алексей III Ангел                 |  |  |  |  |  |  |  |  |  |  |  |  |  |  |  |
|  |                                   |  |  |  |  |  |  |  |  |  |  |  |  |  |  |  |
|  |                                   |  |  |  |  |  |  |  |  |  |  |  |  |  |  |  |
|  | Анна Ангел                        |  |  |  |  |  |  |  |  |  |  |  |  |  |  |  |
|  |                                   |  |  |  |  |  |  |  |  |  |  |  |  |  |  |  |
|  |                                   |  |  |  |  |  |  |  |  |  |  |  |  |  |  |  |
|  | Ефросинья Дукиня Каматира         |  |  |  |  |  |  |  |  |  |  |  |  |  |  |  |
|  |                                   |  |  |  |  |  |  |  |  |  |  |  |  |  |  |  |
|  |                                   |  |  |  |  |  |  |  |  |  |  |  |  |  |  |  |
|  | Ласло IV Кун                      |  |  |  |  |  |  |  |  |  |  |  |  |  |  |  |
|  |                                   |  |  |  |  |  |  |  |  |  |  |  |  |  |  |  |
|  |                                   |  |  |  |  |  |  |  |  |  |  |  |  |  |  |  |
|  | Котян Сутоевич (предположительно) |  |  |  |  |  |  |  |  |  |  |  |  |  |  |  |
|  |                                   |  |  |  |  |  |  |  |  |  |  |  |  |  |  |  |
|  |                                   |  |  |  |  |  |  |  |  |  |  |  |  |  |  |  |
|  | Елизавета Куманская               |  |  |  |  |  |  |  |  |  |  |  |  |  |  |  |
|  |                                   |  |  |  |  |  |  |  |  |  |  |  |  |  |  |  |
|  |                                   |  |  |  |  |  |  |  |  |  |  |  |  |  |  |  |